# Ілон Вікланд
Ілон Вікланд (ест. Ilon Wikland; нар. 5 лютого 1930) — шведська художниця та ілюстраторка.

## Біографія
Ілон Вікланд народилася 5 лютого 1930 року в Тарту (Естонія) в сім'ї цивільного інженера Макса Пяебо й випускниці художньої школи Pallas Віди Пяебо-Юсе (Vida Pääbo — Juse). Батьки розлучилися, і у 1939 роцу мати поїхала в Італію на навчання. Потім Віда удосконалювалася в Художній Академії Будапешта, осівши у 1948 р. у Великій Британії. Мати померла на острові Івіса, де мешкала з 1979 року. Дитинство Ілон провела в Хаапсалу. У школу пішла в Таллінні, але в 1939—1944 роках училася в першій початковій школі Хаапсалу, де жила у бабусі. Наприкінці вересня 1944 року бабуся посадила її на корабель, який повинен був доставити дівчинку разом з однокласницею і її сім'єю у Швецію. 25 вересня 1944 року маленький корабель із 200 біженцями прибув у Швецію в бухту Даларе. Важка подорож у воєнний час тривала три дні.
У 1951 році Ілон вийшла заміж за моряка, і в пари народилися чотири дочки.
У Швеції Ілон Вікланд жила у тітки, яка емігрувала з Естонії ще до війни і художницею працювала в Стокгольмі. Ілон поступила в художню школу. Вона навчалась у Констфак (Стокгольмський університет мистецтв і дизайну). Потім закінчила школу живопису імені Сігне Бартхі. Свої вміння вдосконалювала в Лондоні та Парижі. Нині Вікланд мешкає в Стокгольмі.

## Палітра художника
У двадцятирічному віці Ілон зустрілася з Астрід Ліндгрен, якій сподобалися її роботи. Це стало початком їх тривалої спільної роботи. Першою книгою, яку офіційно проілюструвала Ілон Вікланд, стала книжка Ліндгрен «Міо, мій Міо», яка вийшла у 1954 році. Найбільш відомі роботи: «Карлсон, що живе на даху», «Шість дітей з Бюллербю», «Малятко Червен, Боцман і Мозес», «Роня, дочка розбійника» і «Брати Левове серце».
«Я постійно могла малювати ілюстрації для книг Астрід Ліндгрен, тому що її тексти завжди були такі прекрасні, що малюнки створювались самі собою», — згадує художниця[джерело?].
11 травня 2006 року Ілон Вікланд підписала в Стокгольмі угоду на передачу майже 800 оригінальних ілюстрацій у Музей дитячого будинку Хаапсалу.

## Досягнення. Відзнаки
- 2007 року у видавництві Tammerraamat вийшла книга естонського письменника Енно Таммера (ест. Enno Tammer) «Світ Ілони Вікланд» (ест. Ilon Wiklandi maailm).
- 1 липня 2009 року в музеї міста Хаапсалу відкрили присвячений Ілоні Вікланд тематичний центр[4].
- Нагороджена орденом Білої Зірки 3 ступеню.